# Hybusa
Hybusa is een geslacht van rechtvleugeligen uit de familie Proscopiidae. De wetenschappelijke naam van dit geslacht is voor het eerst geldig gepubliceerd in 1844 door Erichson.

## Soorten
Het geslacht Hybusa omvat de volgende soorten:
- Hybusa armaticollis Blanchard, 1851
- Hybusa coniceps Blanchard, 1851
- Hybusa minuta Mello-Leitão, 1939
- Hybusa occidentalis Westwood, 1843